# Golfängarna

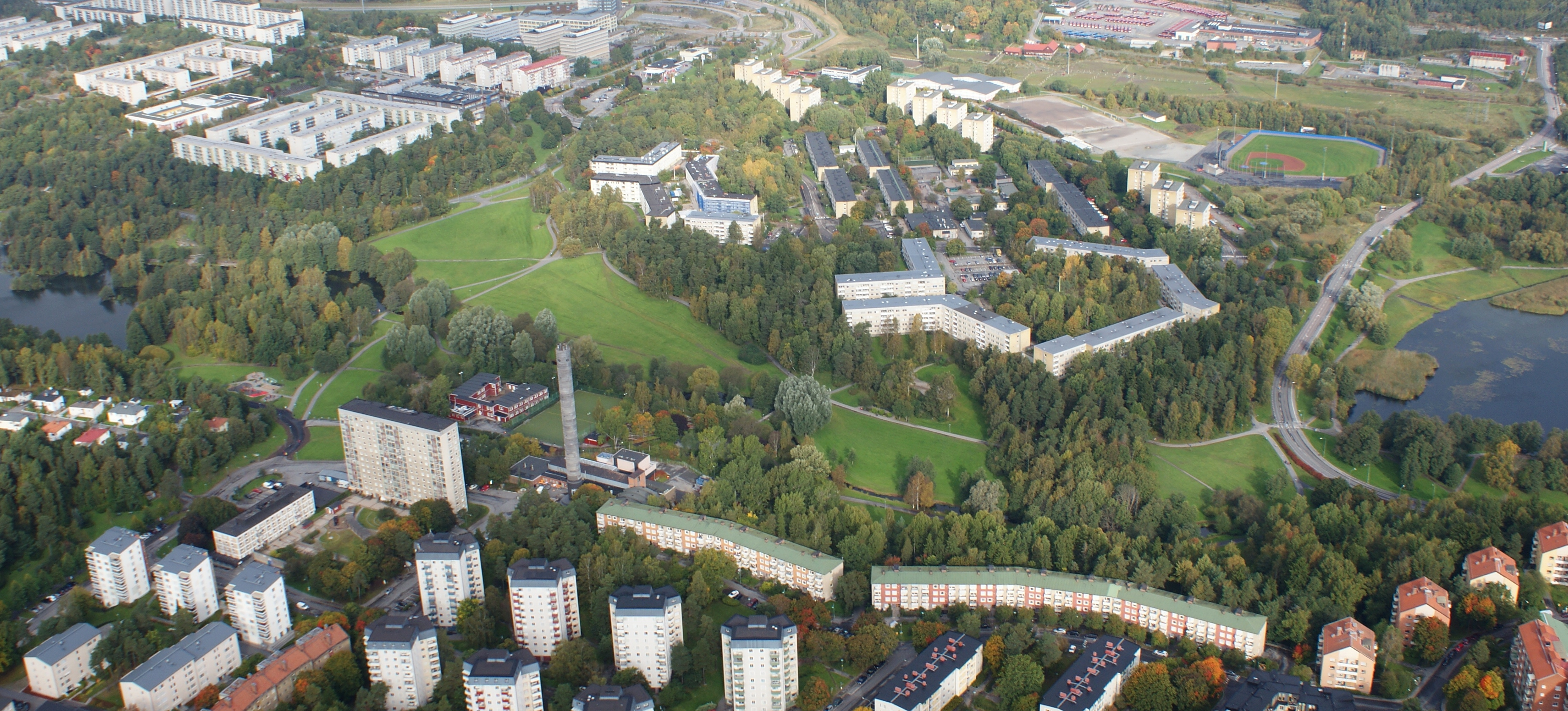
Flygfoto av Golfängarna, september 2012.

Golfängarna är en parkanläggning och en tidigare golfbana i Sundbybergs kommun. Sedan 2018 är Golfängarna och intilliggande Lötsjön skyddade som naturreservat (se Lötsjön-Golfängarna naturreservat).

## Beskrivning
Golfängarna har fått sitt namn efter Råsunda golfbana, som öppnade för spel 1912. Den låg tvärs över den nuvarande gränsen mellan Solna och Sundbyberg och hade nio hål. Hålen spelades två gånger förutom första och sista hålet. Stockholms golfklubb nyttjade banan fram till 1926. På Golfängarna arrangerades SM i golf fem gånger. Vid SM-finalen 1914 deltog kronprinsessan Margareta, då var kronprins Gustaf VI Adolf klubbens ordförande. Till golfbanans 100-årsjubileum år 2012 öppnades sex av banans ursprungliga hål och Prins Daniel slog 100-årsslaget.
Golfängarna avgränsas av stadsdelarna Hallonbergen och Ör i norr, av Lötsjön i väster, av Centrala Sundbyberg och Storskogen i söder samt av gränsen mot Solna kommun och Råstasjön i öster. Parken utgörs till största delen av öppna gräsytor. Genom parken rinner en mindre bäck från Lötsjön till Råstasjön.
I anslutning till Golfängarna finns bland annat en plaskdamm, en minigolfbana, en bouleplan, tennisbanor och en lekplats. Golfängarna är också platsen för stadens årliga nationaldagsfirande.

## Bilder

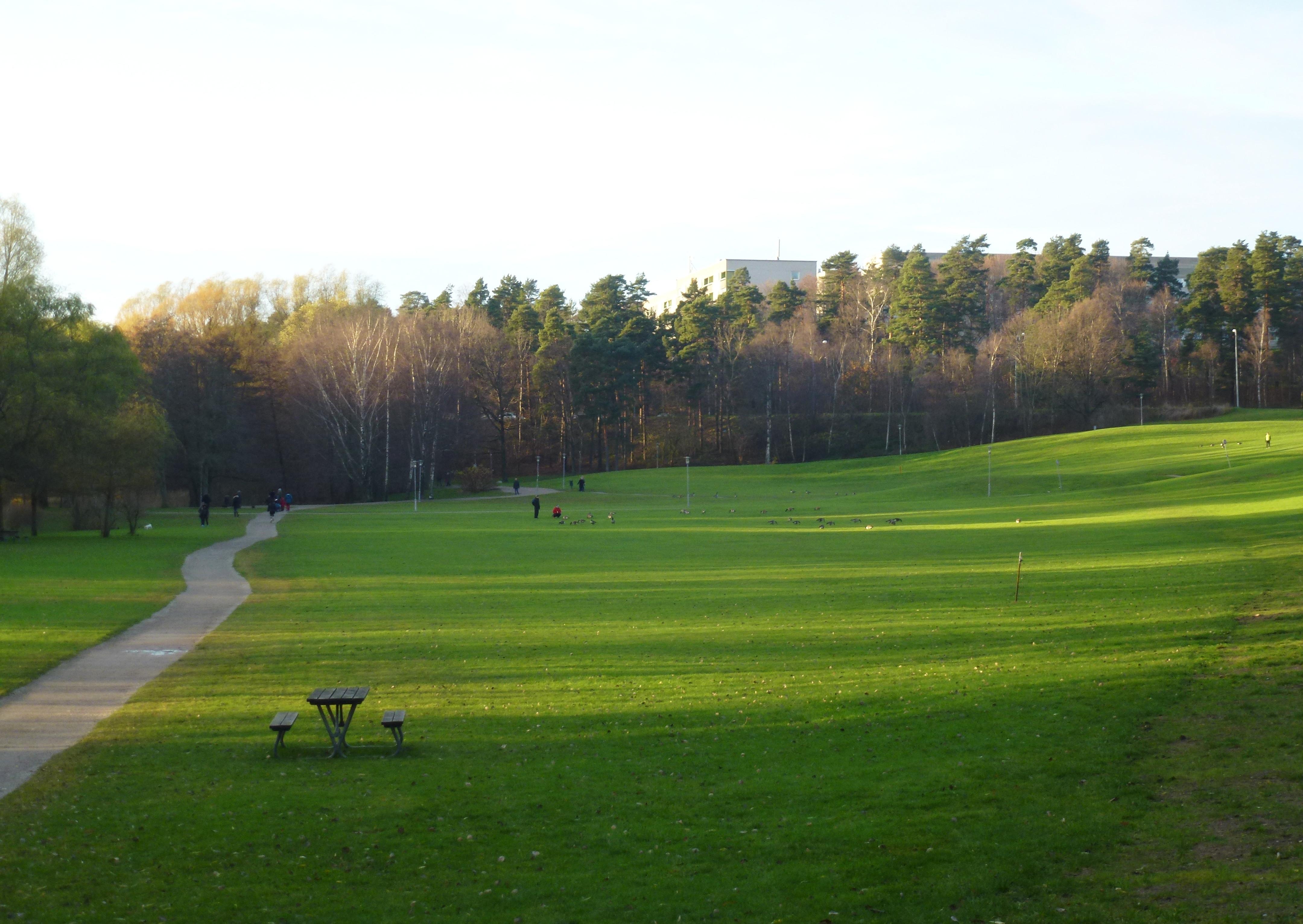
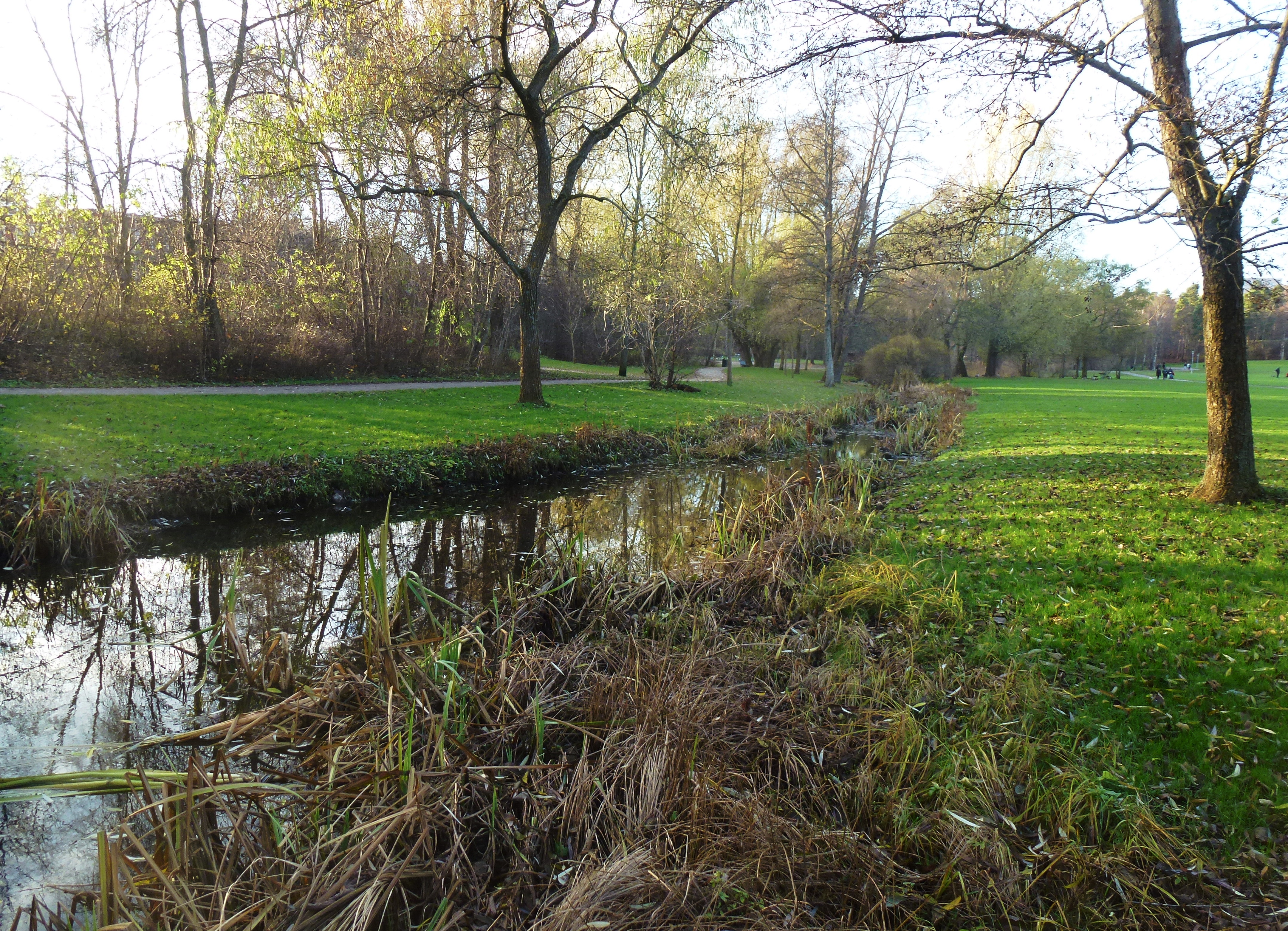
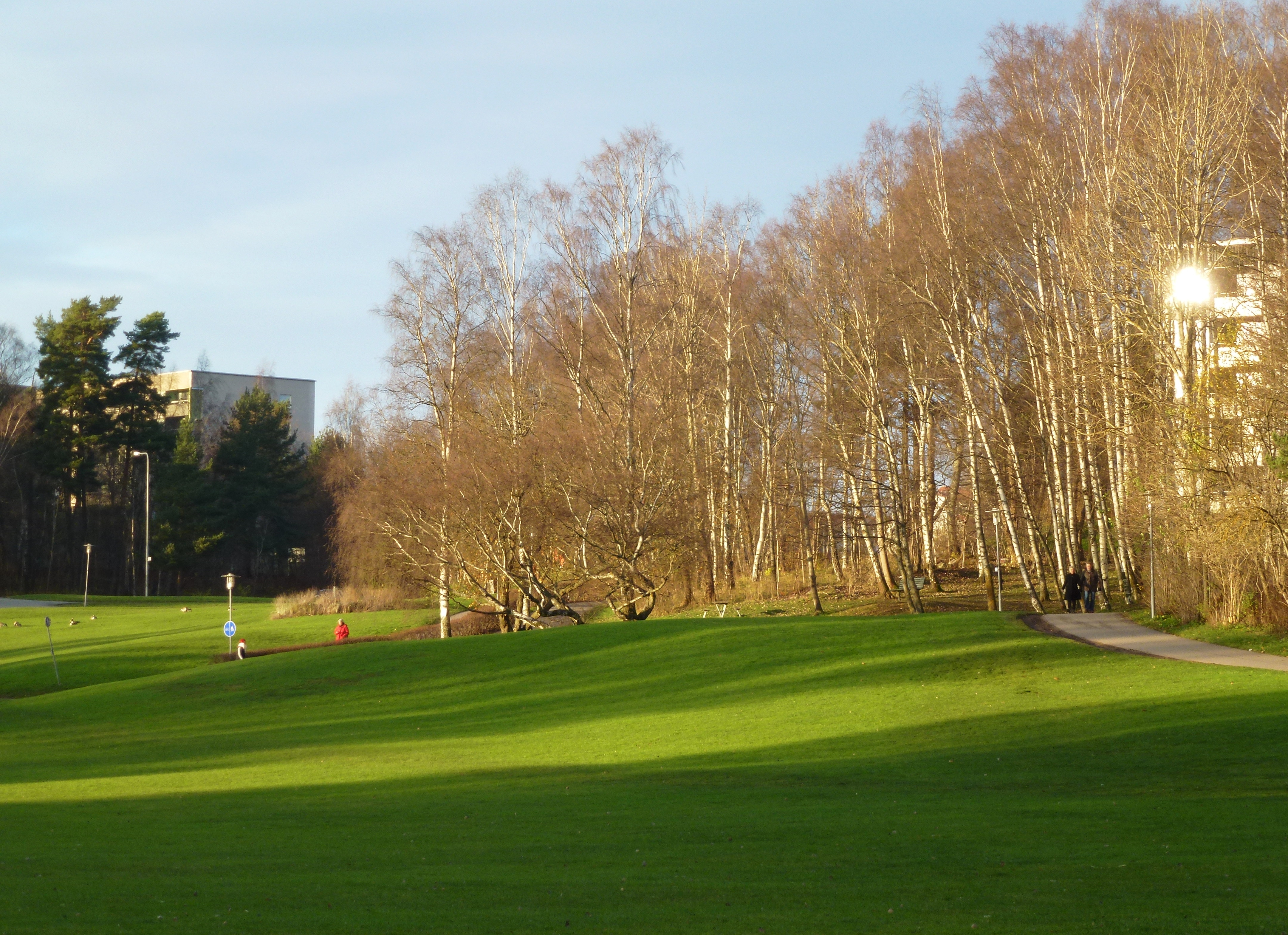
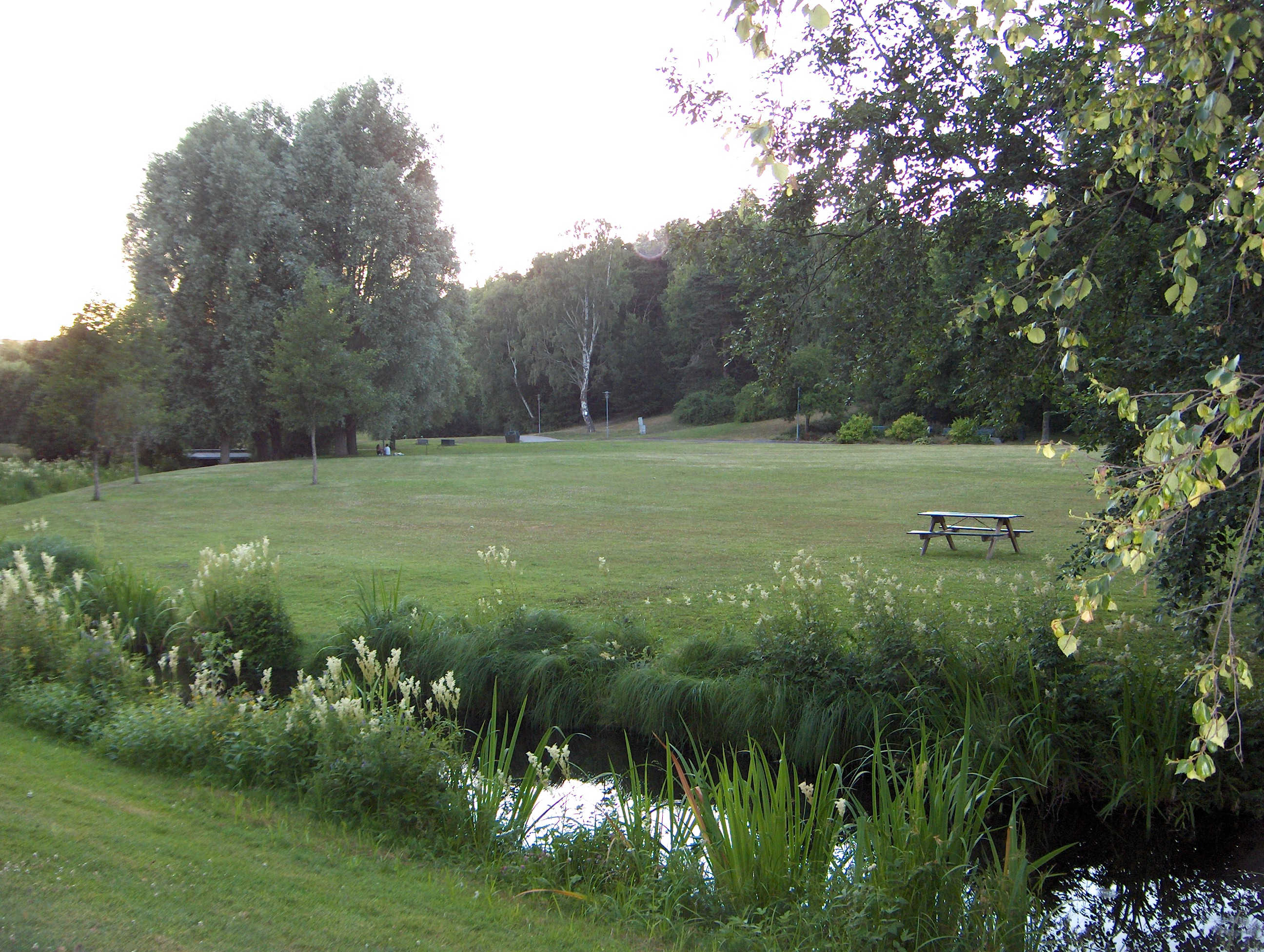